# العلاقات الكاميرونية النيبالية
العلاقات الكاميرونية النيبالية هي العلاقات الثنائية التي تجمع بين الكاميرون ونيبال.

## مقارنة بين البلدين
هذه مقارنة عامة ومرجعية للدولتين:
| وجه المقارنة                                              | الكاميرون                      | نيبال                             |
| --------------------------------------------------------- | ------------------------------ | --------------------------------- |
| المساحة (كم2)                                             | 475.44 ألف                     | 147.18 ألف                        |
| عدد السكان (نسمة)                                         | 24.05 مليون                    | 29.40 مليون                       |
| الكثافة السكانية (ن./كم²)                                 | 50.58                          | 199.76                            |
| العاصمة                                                   | ياوندي                         | كاتماندو                          |
| اللغة الرسمية                                             | لغة فرنسية، لغة إنجليزية       | اللغة النيبالية                   |
| العملة                                                    | فرنك وسط أفريقي                | روبية نيبالية                     |
| الناتج المحلي الإجمالي (بليون دولار)                      | 34.80 مليار                    | 24.47 مليار                       |
| الناتج المحلي الإجمالي (تعادل القوة الشرائية) بليون دولار | 72.72 مليار                    | 70.20 مليار                       |
| الناتج المحلي الإجمالي الاسمي للفرد دولار أمريكي          | 1.22 ألف                       | 743                               |
| الناتج المحلي الإجمالي للفرد دولار أمريكي                 | 2.97 ألف                       | 2.37 ألف                          |
| مؤشر التنمية البشرية                                      | 0.512                          | 0.548                             |
| رمز المكالمات الدولي                                      | +237                           | +977                              |
| رمز الإنترنت                                              | .cm                            | .np                               |
| المنطقة الزمنية                                           | توقيت غرب أفريقيا، ت ع م+01:00 | UTC+05:45، التوقيت الموحد لنيبال ‏ |

## منظمات دولية مشتركة
يشترك البلدان في عضوية مجموعة من المنظمات الدولية، منها:
| علم المنظمة | اسم المنظمة                                                | تاريخ انضمام الكاميرون | تاريخ انضمام نيبال |
| ----------- | ---------------------------------------------------------- | ---------------------- | ------------------ |
|             | مؤسسة التنمية الدولية                                      | 10 أبريل 1964          | 6 مارس 1963        |
|             | يونسكو                                                     | 11 نوفمبر 1960         | 1 مايو 1953        |
|             | مؤسسة التمويل الدولية                                      | 1 أكتوبر 1974          | 7 يناير 1966       |
|             | منظمة حظر الأسلحة الكيميائية                               | ?                      | ?                  |
|             | الأمم المتحدة                                              | 20 سبتمبر 1960         | 14 ديسمبر 1955     |
|             | منظمة الشرطة الجنائية الدولية                              | ?                      | ?                  |
|             | البنك الدولي للإنشاء والتعمير                              | 10 يوليو 1963          | 6 سبتمبر 1961      |
|             | الاتحاد البريدي العالمي                                    | ?                      | ?                  |
|             | المركز الدولي لتسوية المنازعات الاستشارية                  | 2 فبراير 1967          | 6 فبراير 1969      |
|             | وكالة ضمان الاستثمار متعدد الأطراف                         | 7 أكتوبر 1988          | 9 فبراير 1994      |
|             | العملية المشتركة للاتحاد الأفريقي والأمم المتحدة في دارفور | ?                      | ?                  |
|             | منظمة التجارة العالمية                                     | ?                      | ?                  |
|             | الفريق المعني برصد الأرض                                   | ?                      | ?                  |

## وصلات خارجية
- موقع وزارة الخارجية الكاميرونية
- موقع وزارة الخارجية النيبالية